# 中國衝擊
中國衝擊（China shock），或中國貿易衝擊（China trade shock），是中國自2001年加入世界貿易組織後，由於該國的出口量增加，而對歐美製造業所造成的衝擊。據研究估計，中國的貿易衝擊使得美國製造業的就業人數減少550,000（約佔2000年至2007年美國製造業就業總人數縮減之16%） ，或一百八十至兩百萬人，或兩百萬至兩百四十萬人。挪威、西班牙和德國等地的製造業同樣受到中國出口商品的影響，製造業就業人數也在減少。研究表明，在與中國工業競爭的行業中，美國地區“失業率增加，勞動參與縮減，而地方勞動市場降薪”。
一項於2023年就現有經濟研究進行回顧所得出的結論為，2000年代初期以降的美中貿易增長了兩國的總體福利，美方有輸有贏，所以中國商品的出口並非是美國製造業就業人數下降的主因。
據專家所言，與最終財相關的中國貿易衝擊大致結束於2006年或2007年。而就資本面來說，美國自中國的進口持續增長至2012年，此後在若干品類中仍舊繼續。

## 背景
全美1991年進口總額中，中國僅占1%。二十世紀在通信和運輸等方面的技術創新令企業更易於轉單至中國等低薪國家生產。中國的加入世貿組織意味著必須實行自身的經濟自由化，減少政府干預，以提振出口商的效率。由於中國早自1980年代以來即已取得歐美的“最惠國待遇”（Most favoured nation, MFN），所以其貿易壁壘並未因加入世貿組織而有所降低。然而，中國的最惠國待遇資格須經美國國會逐年批准。研究表明，此舉導致不確定性，並阻礙了中美貿易關係發展。
大衛·奧特爾（David Autor）、大衛·多恩（David Dorn）和戈登·漢森（Gordon H. Hanson）等經濟學家廣泛研究過美國勞動力市場在中國貿易競爭衝擊下所作的調整。三位支持跨太平洋夥伴關係協定的學者認為，參與TPP“有助於美方具強大比較優勢的知識密集型產業”，從而使中國提昇其監管規章及標準，以向TPP成員國看齊，而“扼殺TPP或無助於”將製造業帶回美國。

## 經濟衝擊
研究表明，雖然美國在若干市場上遭受到福利和勞動力上的不利影響，美國的貿易在1991-2011年期間仍舊帶來就業和福利雙雙增長。前述三名經濟學家對此提出異議，他們指出，「美國國內較易受進口競爭所影響的行業就業率下降一如預期，但以之抵消這種效應的就業增長尚未實現。」2017年的一項研究發現，德國在貿易中實際上是獲利的。2023年的一項研究則發現，美國的高等教育部門得益於中國因貿易自由化而增加的財富。越來越多的中國富裕家庭出錢送孩子到美國大學深造。

## 政治衝擊
若干研究將中國衝擊的影響與民粹抬頭和反全球化相互聯結。研究表明，較易受中國進口競爭影響的英國地區在英國去留歐盟公投中更趨向於支持英國脫歐。美國白人和男性格外會因身受中國衝擊而對少數族裔抱持負面看法。
論文表明，中國衝擊助長政治極化。在一次分析中發現，這令唐納·川普於2016年美國總統選舉中得利：一項對搖擺州的反事實條件研究表明，密西根州、威斯康辛州、和賓夕法尼亞州本會票投民主黨而非共和黨候選人，如若中國進口的增長率低於當時實際數目的50%。在這種假設情況下，民主黨候選人將於選舉人團中取得多數，即可贏得美國總統選舉。
在義大利，紡織作坊面臨中國廠商削價競爭的地區對於北方聯盟的支持度陡增。

## 社會衝擊
2016年的一項研究發現，置身於中國的進口競爭中提高了美國高中的畢業率。可能是因為，不具高中學歷者在與中國競爭的地區，薪資和就業機會都較低。身為經濟學家的尼斯坎寧中心貧困與福利政策總監山繆·漢蒙德（Samuel Hammond）認為，2000年10月10日與中國簽署的永久正常貿易關係（PNTR），以及中國隨後加入世貿組織，都廣泛影響社會。他指出：「永久正常貿易關係關連到本世紀的美國生活中一些最重要也最惱人的趨勢：無數高薪製造業職位流失、組建家庭的人減少、瘐死者增多、不動產價格飆漲而貧富差距大如中世紀的城市、政治左右分化而群眾運動加劇、對於以自由民主應對相關挑戰失去信心。歸責所有的這些到單一貿易協定上當然是過頭了，但可見所謂的“中國衝擊”銘刻在所有的相關趨勢中，無論是反射式的回應，還是穿過政治實體的迴響。
根據兩項研究，貿易相關的工作流失令更多美國人應召入伍服役。